# هوانگ جونشیا
هوانگ جونشیا (انگلیسی: Huang Junxia؛ زادهٔ ۹ اکتبر ۱۹۷۵) ورزشکار هاکی روی چمن اهل چین است.
وی در مسابقات کشوری و بین‌المللی در مجموع برندهٔ ۱ مدال طلا، ۲ مدال نقره شده‌است.